# NGC 2212
NGC 2212 este o galaxie lenticulară situată în constelația Câinele Mare. A fost descoperită în 11 decembrie 1885 de către Francis Leavenworth.